# SEAT 1200/1430 Sport
La Seat 1200 Sport, in seguito affiancata dalla versione 1430 Sport, popolarmente nota come "Bocanegra", è una autovettura di tipo berlinetta, prodotta dalla casa automobilistica spagnola SEAT dal 1976 al 1979.

## Il contesto
Dopo l'uscita dalla produzione della "850 Coupé", nel 1972, la SEAT cercò una soluzione per sostituire la piccola ed economica sportiva della propria gamma con un nuovo modello all'altezza delle mutate condizioni economiche della Spagna.
Considerato il rischio contenuto derivante dalla produzione limitata di un modello sportivo e la possibilità di applicare un prezzo di listino più elevato, la SEAT decise di cogliere l'occasione per fare un salto di qualità tecnica e mettere in cantiere la prima autovettura progettata autonomamente. Fino ad allora, infatti, la casa spagnola aveva prodotto su licenza modelli FIAT, con minimali varianti.

## La progettazione
Per l'aspetto esteriore si decise di acquistare dalla NSU il progetto "Nergal", prototipo eseguito nel 1970 da Aldo Sessano, su meccanica "Prinz TT", per il quale la casa di Neckarsulm, in grave difficoltà economica, aveva deciso di rinunciare alla messa in produzione.
La base meccanica scelta per realizzare la nuova coupé iberica fu l'autotelaio della Seat 127, cui venne adattato il propulsore della Seat 124 e applicato il cambio della Fiat 128. Per il compimento di tale complessa operazione di aggiustaggio e assemblaggio, contrariamente alle abitudini SEAT che si era fino ad allora rivolta a importanti carrozzerie italiane, come SIATA o Francis Lombardi, venne incaricata la carrozzeria InduCar di Terrassa, le cui attrezzature e maestranze rappresentavano all'epoca l'eccellenza della carrozzeria spagnola per le produzioni in piccola serie. La InduCar era nata dall'antica carrozzeria spagnola Costa, le cui maestranze erano state formate, a metà degli anni '60, dal valente tecnico italiano Franco Ambrosini, proveniente dalla SIATA. L'ultimo proprietario dell'azienda, Enrique Costa, venuto il momento di ritirarsi dagli affari, si dimostrò imprenditore illuminato e per non perdere il patrimonio tecnico acquisito decise di cedere l'azienda agli operai, che seppero proseguire e incrementare il livello qualitativo della produzione.

## La vettura

### La 1200

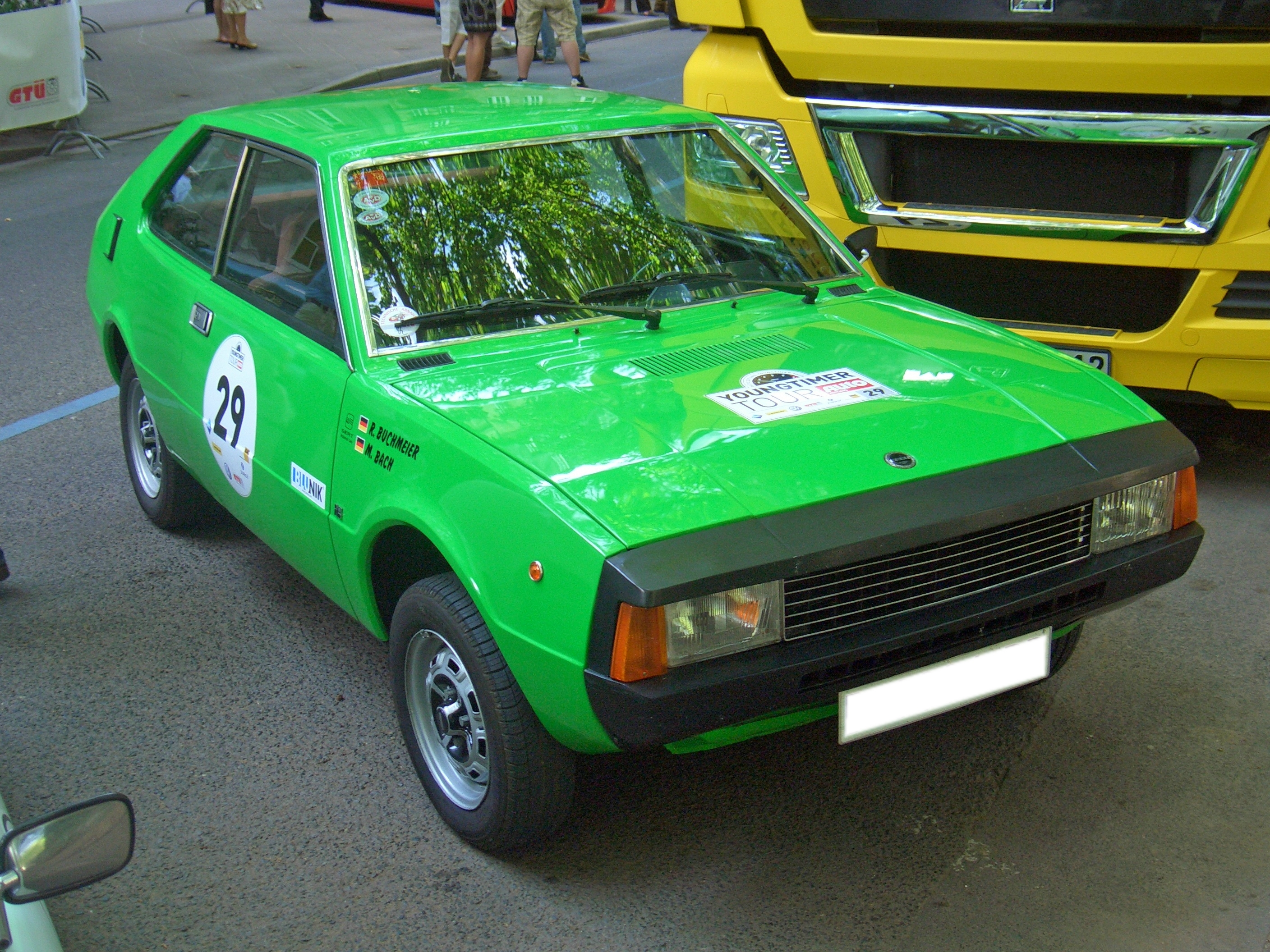
Una "1200" allestita per gare di auto d'epoca

Pure se frutto di un collage costituito da vari pezzi meccanici progettati per altri modelli e assai lontana dal raffinato standard tecnologico della coeva "cugina" Fiat 128 Coupé, la Seat 1200 Sport si rivelò un esperimento tutto sommato positivo.
L'eleganza esteriore, il buon livello di finitura, l'apprezzabile tenuta di strada  e le adeguate prestazioni velocistiche, posero subito la "1200 Sport" all'attenzione del pubblico iberico che, in ragione della vistosa calandra in nero opaco, battezzò il modello con il soprannome di "Bocanegra". Tale denominazione è rimasta fortemente radicata nel lessico popolare, tanto da essere riutilizzata nel 2008 dalla SEAT per denominare un prototipo sportivo della "Ibiza". Le prese d'aria laterali, ultima traccia della prototipale disposizione "tutto dietro" ed ormai divenute superflue, vennero comunque mantenute per dare un tocco di sportività e per movimentare il volume della coda.
I principali nei del modello erano rappresentati dall'elevata rumorosità meccanica, dal rilevante consumo che, complice il piccolo serbatoio da 30 litri, limitava l'autonomia e, non ultimo, dalla manovrabilità del cambio, soggetto a indurimenti e impuntature, frutto del difficile connubio tra componenti provenienti da unità concettualmente e storicamente assai diverse. Tale soluzione era stata adottata, obtorto collo, per ragioni d'ingombro, giacché il cambio originale del motore "124" interferiva fisicamente con una barra stabilizzatrice trasversale della sospensione anteriore.

### La 1430

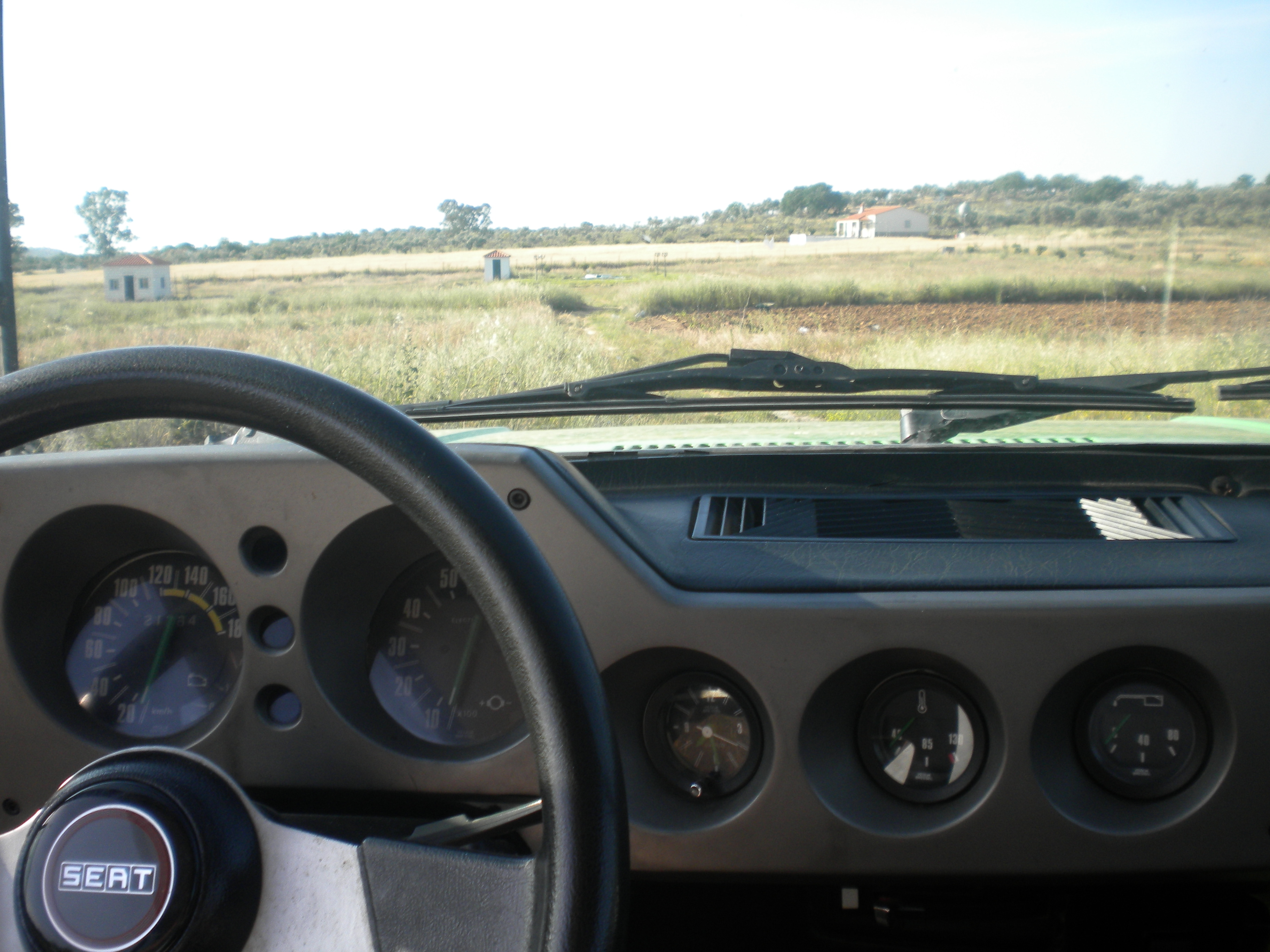
Il quadro strumenti del cruscotto

Per ovviare ai difetti denunciati dalla "1200", nel 1977 venne presentata la versione "1430", dotata di un nuovo gruppo motore-cambio da 1.438 cm³, derivato dal propulsore monoalbero a corsa corta della Fiat 124 Special, progettato dieci anni prima da Aurelio Lampredi. Inevitabilmente si dovette risolvere il conflitto di spazio tra il cambio e la barra stabilizzatrice, optando per l'adozione di una barra trasversale opportunamente sagomata.
Il nuovo motore produsse importanti migliorie, non solo dal punto di vista prestazionale, ma anche nella mitigazione della rumorosità meccanica, nel funzionamento, manovrabilità e precisione del cambio, oltre alla sensibile diminuzione dei consumi che, a parità di serbatoio, consentì un aumento pari al 15% dell'autonomia.
Tuttavia l'adozione della barra stabilizzatrice sagomata comportò un minore rigidità strutturale e il conseguente peggioramento di stabilità e tenuta di strada della vettura.
L'aspetto esteriore, a parte la targhetta d'identificazione, risultò inalterato rispetto alla versione "1200" che restò in produzione.

### I colori
Dieci erano i colori disponibili per la verniciatura della carrozzeria, alcuni dei quali opzionali o destinati agli esemplari da esportazione, con varie combinazioni per la tappezzeria in tessuto degli interni:
- Arancio 193 con interni marrone

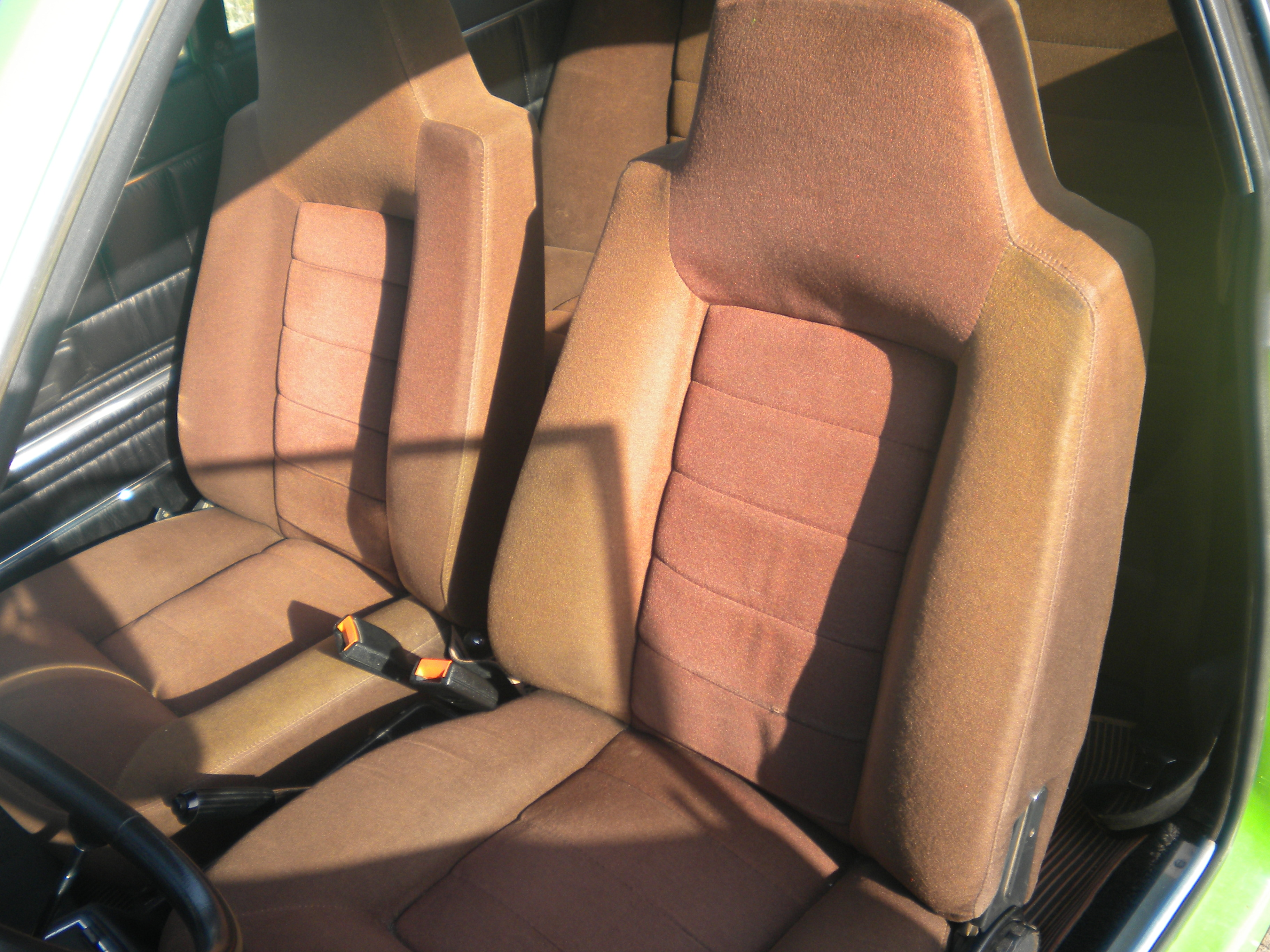
Gli interni marrone su carrozzeria verde Kent

- Arancio 902 metallizzato con interni marrone (opzionale - solo export)
- Azzurro 400 metallizzato con interni azzurri (opzionale)
- Bianco 233 con interni azzurri
- Beige Champagne 599 con interni marrone
- Grigio alluminio 620 con interni marrone (opzionale)
- Rosso vivo 200 con interni marrone
- Marrone tabacco 795 con interni marrone (opzionale)
- Verde Galizia 380 con interni marrone
- Verde Kent 378 con interni marrone

Per completezza occorre anche aggiungere un piccolo numero di esemplari verniciati in Beige Sahara 564 e Giallo arena 238, entrambi con interni di colore marrone, destinati alle prove dimostrative per la stampa.

## La produzione
Presentata ufficialmente nel dicembre 1975, a produzione già avviata, la Seat 1200 Sport venne posta in vendita nel febbraio 1976. Il modello uscì dal listino nel dicembre 1979, anche se furono assemblate alcune vetture su richiesta nel 1980 e nel 1981. In totale vennero costruiti 19.332 esemplari di questo modello ; 11.619 nella versione "1200 Sport" e 7.713 in quella "1430 Sport".
| Versione         | 1975 | 1976  | 1977  | 1978  | 1979  | 1980 | 1981 | Totali |
| Seat 1200 Sport  | 391  | 7.322 | 2.478 | 1.271 | 156   | 1    | -    | 11.619 |
| Seat 1430 Sport  |      |       | 1.588 | 4.267 | 1.856 | 1    | 1    | 7.713  |
| Produzioni annue | 391  | 7.322 | 4.066 | 5.538 | 2.012 | 2    | 1    | 19.332 |

## Dati tecnici
| Caratteristiche tecniche - SEAT Sport "Bocanegra" | | | |
| Modello                                           | Versione "1200" del 1975 | Versione "1430" del 1977 | |
| Motore                                            | 4 cilindri in linea ciclo Otto, anteriore trasversale | 4 cilindri in linea ciclo Otto, anteriore trasversale | 4 cilindri in linea ciclo Otto, anteriore trasversale |
| Cilindrata                                        | 1.197 cm³ (Alesaggio x corsa = 73 x 71,5 mm) | 1.438 cm³ (Alesaggio x corsa = 80 x 71,5 mm) | |
| Distribuzione                                     | a 2 valvole in testa con albero a cammes laterale | a 2 valvole in testa con albero a cammes laterale | a 2 valvole in testa con albero a cammes laterale |
| Potenza max                                       | 67 CV DIN a 5.800 giri/min | 77 CV DIN a 5.600 giri/min | |
| Coppia max                                        | 9,2 mkg DIN a 3.800 giri/min | 11,5 mkg DIN a 3.500 giri/min | |
| Frizione                                          | monodisco a secco | monodisco a secco | monodisco a secco |
| Cambio                                            | a 4 rapporti + RM | a 4 rapporti + RM | a 4 rapporti + RM |
| Trazione                                          | anteriore | anteriore | anteriore |
| Scocca                                            | metallica autoportante | metallica autoportante | metallica autoportante |
| Sospensioni ant.                                  | a ruote indipendenti, bracci trasversali oscillanti, mollone elicoidale, ammortizzatori idraulici telescopici                                                                                          | a ruote indipendenti, bracci trasversali oscillanti, mollone elicoidale, ammortizzatori idraulici telescopici                                                                                          | a ruote indipendenti, bracci trasversali oscillanti, mollone elicoidale, ammortizzatori idraulici telescopici                                                                                          |
| Sospensioni post.                                 | a ruote indipendenti, bracci triangolari trasversali oscillanti, balestra trasversale, ammortizzatori idraulici telescopici                                                                            | a ruote indipendenti, bracci triangolari trasversali oscillanti, balestra trasversale, ammortizzatori idraulici telescopici                                                                            | a ruote indipendenti, bracci triangolari trasversali oscillanti, balestra trasversale, ammortizzatori idraulici telescopici                                                                            |
| Impianto frenante                                 | a disco sulle ruote anteriori e a tamburo sulle posteriori, con comando idraulico, servofreno a depressione e limitatore di frenata al retrotreno. Freno a mano sulle posteriori con comando meccanico | a disco sulle ruote anteriori e a tamburo sulle posteriori, con comando idraulico, servofreno a depressione e limitatore di frenata al retrotreno. Freno a mano sulle posteriori con comando meccanico | a disco sulle ruote anteriori e a tamburo sulle posteriori, con comando idraulico, servofreno a depressione e limitatore di frenata al retrotreno. Freno a mano sulle posteriori con comando meccanico |
| Pneumatici                                        | 145 SR x 13" | 145 SR x 13" | 145 SR x 13" |
| Peso                                              | 800 kg | 800 kg | 800 kg |
| Serbatoio                                         | 30 litri | 30 litri | 30 litri |
| Accelerazione                                     | 35,2 sec. sul km da fermo | 33,7 sec. sul km da fermo | |
| Velocità massima                                  | 157 km/h | 164 km/h | |
| Consumo                                           | medio 8,83 lt/100 km | medio 7,50 lt/100 km | |